# Río Tern
El río Tern (históricamente conocido como el Tearne) es un río que está en el condado inglés de Shropshire. El río nace en el noreste de la ciudad de Market Drayton, al norte del condado. Se considera que la fuente del Tern es un lago sito en las cercanías de Maer Hall, Staffordshire. Desde allí, fluye unos 48 kilómetros, recibiendo las aguas de los ríos Meese y Roden, hasta que desemboca en el río Severn cerca de Attingham Park, Atcham.
En Longdon-on-Tern, el Tern es atravesado por el primer acueducto navegable de hierro fundido del mundo, diseñado por Thomas Telford para comunicar el abandonado canal de Shrewsbury. Los 56,7 metros de longitud de la estructura aún se mantienen en pie, aunque abandonados en medio del campo.
El río Roden es el mayor tributario del Tern.
- Datos: Q3321333
- Multimedia: River Tern / Q3321333